# ریلاند
ریلاند (به هلندی: Rilland) یک منطقهٔ مسکونی در هلند است که در شهرستان ریمرس‌وال واقع شده‌است. ریلاند ۳٬۰۰۹ نفر جمعیت دارد.